# Prince Nana
Nana Osei Bandoh, mais conhecido por seu ring name Prince Nana, é um professional wrestling e manager americano de Descendência Ganaiana, atualmente assinada pela All Elite Wrestling (AEW) e sua promoção irmã Ring of Honor (ROH). Ele afirma que é um Ashanti príncipe.

## Início da vida
Embora Nana tenha nascido nos Estados Unidos, ele afirma ser filho de um membro da tribo Ashanti com herança real e herdeiro do trono da Ashanti em Gana. Quando Nana tinha três anos, sua família mudou-se para Gana por cinco anos, retornando para que Nana pudesse ser educada na América. Quando adolescente, ele se mudou para New York City nos América como um estudante de intercâmbio. Em 1992, aos quinze anos, Nana assistiu WrestleMania VIII e se inspirou na luta WWF Championship entre "Macho Man" Randy Savage e  Ric Flair para se tornar um lutador. Um ano depois, ele escreveu para a World Wrestling Federation e pediu seu conselho sobre qual professional wrestling school ele deveria frequentar. O WWF recomendou que ele treinasse com Larry Sharpe em Nova Jersey, mas Nana sentiu que a escola de Sharpe ficava muito longe. Em vez disso, Nana se tornou uma fotógrafa para Johnny Rodz, que administrava o Gleason's Gym em Nova York. Nana trabalhou para Rodz até ele completar dezoito anos, quando Rodz começou a treiná-lo como lutador.

## Carreira de wrestling profissional
Nana estreou em 1996, lutando em uma igreja no Spanish Harlem.
Nana trabalhou regularmente para a East Coast Wrestling Association em Delaware e USA Pro Wrestling em Nova York, além de fazer aparições com o WWF e com Pro Wrestling ZERO1-MAX no Japão.

### Ring of Honor (2002–presente)
Em 2002, ele se juntou ao novato Ring of Honor promoção, onde em 2004 ele formou um heel stable conhecido como A Embaixada. Nas histórias, Nana usou sua riqueza obtida com os impostos do povo de Gana para contratar lutadores para lutar contra seus oponentes e rivais. Sob sua gestão R. J. Brewer defendeu seu ROH Pure Championship e Jimmy Rave, Alex Shelley e Abyss venceram o Trios Tournament em 2006. Ele permaneceu com Ring de Honra até setembro de 2006, quando deu sua demissão.
Em 24 de outubro de 2008, em Danbury, Connecticut, Nana fez um retorno surpresa ao Ring of Honor, dizendo que não tinha mais riquezas, nem coroa e só queria um emprego antes de ser arrastado pela segurança. Na noite seguinte, Nana apareceu no show do Ring of Honor Edison, New Jersey e fez a mesma coisa. Mais uma vez, ele foi arrastado pelos seguranças. Na próxima vez que a ROH esteve em Edison em 17 de janeiro de 2009, Nana apareceu novamente, apenas para ser arrastada pelos seguranças. Desde então, ele apareceu em segmentos no ROH Video Wire. Em uma edição de março do ROH Video Wire, Nana revelou que recuperou sua riqueza devido ao pacote de estímulos de presidente Obama e tem dirigido ataques de Bison Smith aos lutadores da ROH. Em 20 de março, no show da ROH em Elizabeth, Pensilvânia, Nana declarou que havia reformado oficialmente a Embaixada, com ele, Bison Smith e Ernie Osiris. No dia seguinte, na cidade de Nova York, eles se juntaram ao retorno de Jimmy Rave. Outros membros do estábulo passaram a incluir Claudio Castagnoli, Joey Ryan, Erick Stevens, Shawn Daivari e Necro Butcher, mas em outubro de 2010 todos eles, exceto Osiris, haviam deixado o grupo. Em 22 de janeiro de 2011, Nana estreou a versão mais recente da Embaixada, composta por Ernesto Osiris, Mia Yim, R.D. Evans e Tommaso Ciampa, que assumiria o antigo papel de Jimmy Rave como lutador número um de Nana. Nos meses de abril e junho seguintes, Dave Taylor e Rhino fizeram aparições representando a Embaixada. No episódio de 28 de julho de Ring of Honor Wrestling, The Embassy se desfez, quando Ciampa traiu Nana, depois que RD Evans revelou seu acordo com Truth Martini, que custou a Ciampa o ROH World Television Championship.
Na segunda-feira, 3 de junho de 2013, Nana fez um teste com a WWE. Nana comentou sobre o teste no Facebook, escrevendo: "Ótimo dia com a WWE ... O futuro pode ser brilhante ... Tolos."
Em meados de 2013, Nana recebeu o novo papel na tela de ROH Talent Scout. No final de 2014, Nana formou mais uma versão da Embaixada com Moose, Stokely Hathaway e Veda Scott, que mais tarde foi dissolvida.
Nana era a gerente de Donovan Dijak, depois que ele mandava alguns envelopes para ele toda vez que ele lutava, até que finalmente saiu de The House of Truth que aconteceu em fevereiro 25, episódio de 2016 das gravações da ROH.
Em 23 de julho de 2022, em Death Before Dishonor, o Príncipe Nana retornou e anunciou que havia comprado Tully Blanchard Enterprises e reformado a Embaixada, com Brian Cage , Kaun e Toa Liona. O trio derrotaria a equipe de Alex Zayne, Blake Christian e Tony Deppen durante o pré-show. Em Batalha Final, Cage, Liona e Kaun derrotaram Dalton Castle e The Boys, para ganhar o ROH World Six-Man Tag Team Championship, sob a orientação de Nana. Esta vitória marcou a primeira vez em seus 20 anos de história com a empresa que o Príncipe Nana conseguiu sua clientela da Embaixada para o ouro da ROH.

## Campeonatos e conquistas
- CyberSpace Wrestling Federation
  - CSWF Tag Team Championship (1 vez) – com Sonjay Dutt
- East Coast Wrestling Association
  - ECWA Heavyweight Championship (1 vez)[2]
  - ECWA Mid Atlantic Championship (2 vezes)[2]
- New York Wrestling Connection
  - NYWC Tag Team Championship (1 vez) – com MEGA[2]
- Pro Wrestling Illustrated
  - PWI o classificou em 311º lugar entre os 500 melhores lutadores individuais no PWI 500 em 2010[20]
- USA Pro Wrestling
  - USA Pro New York State Championship (2 vezes)